# 전략방위구상
전략방위구상(戰略防衛構想, Strategic Defense Initiative; SDI)은 적국의 핵 미사일을 요격하고자 하는 구상이다. 미국의 레이건 대통령에 의해 1983년에 계획이 수립되었다. 스타워즈 계획(Starwars)이라고도 불린다.

## 배경
1983년 3월 23일 레이건 미국 대통령이 TV연설을 통해 냉전 시대에 소련의 핵 미사일의 위협에 대해, 핵무기를 보유하여 보복으로 대처하는 것이 아니라 우주공간에서 레이저나 입자빔 인공위성과 같은 첨단 우주 장비를 배치하여 소련의 미사일을 우주공간에서 격파할 수 있다는 계획을 발표했다.

## 방어 3단계 계획
1. 미사일기지에서 발사되어 추진체와 탄두의 분리 전에 요격하는 초기요격방법(Primary Defense)
2. 우주공간을 날아오는 동안에 요격하는 중도요격방법(Mid-course Defense)
3. 미국 본토 상공에서 요격하는 종점요격방법 (Terminal Defense)

## 지상 요격 체제
- 지상 기반 외기권 방어
- 전구 고고도 지역방어
- IM-49 스파르탄 ABM 미사일 (LIM-49 Spartan)
- 스프린트 ABM 미사일

## 공중 요격 체제

### 레이저 광선 무기
1985년 6월 21일 미국은 레이저 광선을 디스커버리 호에 명중시키는 데 성공하였다. 하와이 마주리 정상에서 발사된 이 광선은 지구 상공 353.9km 지점에서 시속 27,996km로 비행하던 디스커버리 호에 이날 오후 한국시간 8시 46분에 명중하였다.
- 항공기 레이저

### 요격위성
위성에 레이저 무기나 폭약을 적재하여 위성에 접근한 다음 발사하거나 자폭함으로써 적의 위성을 파괴할 수 있는 위성으로, 발사하는 위성을 헌터 킬러 위성 (Hunter Killer Satellite) 라고 부르고, 자폭하는 위성을 우주기뢰 (Space Mine)으로 부른다.

## 전략 방위 구상에 대한 소련의 대항 전술
소련은 핵폭탄을 초고공에서 폭발시켜 전자 장비를 무력화시킬 수 있다. 일종의 재머나 임펄스 고주파 공격으로, 핵폭발시 발생하는 EMP를 이용하여 무력화하는 방법이다. 이는 1961년 10월 58MT급의 핵폭탄 차르 봄바를 초고공에서 폭발시켜 그 근처 전자 장비와 통신망을 무력화시킴으로써 증명되었다.

## 같이 보기
- 탄도탄 요격 미사일
- 위성공격무기
- 지향성 에너지 무기
- 지상 기반 외기권 방어
- 미사일 방어국
- 국가 미사일 방어
- 미국 우주군

## 참고 자료
- 최영, 《동아대백과사전 보유편》(동아출판사)[쪽 번호 필요]
- 정만진, 《현대사회와 과제》[쪽 번호 필요]